# Zwavelvrije brandstoffen
Zwavelvrije brandstoffen zijn fossiele brandstoffen die (vrijwel) geen zwavel bevatten. Deze brandstoffen gaan een steeds belangrijke plaats innemen om het verschijnsel van de zure regen tegen te gaan; in alle bestaande brandstoffen bevindt zich zwavel en stikstof. Deze veroorzaken zure regen.
Zure regen ontstaat wanneer zwaveldioxide (SO2), stikstofoxiden (NOX) - een verzamelnaam voor het giftige stikstofmonoxide (NO) en stikstofdioxide (NO2) - ammoniak (NH3) en vluchtige organische stoffen (VOS) afkomstig van de uitlaatgassen van auto's en van de verbranding van zwavelhoudende en stikstofhoudende brandstoffen zoals mazout, stookolie, benzine oplossen in de regenwolken. Samen met water vormen zij daar zuren; zwavelzuur (H2SO4) en salpeterzuur (HNO3).
De term "zure regen" is niet helemaal juist. Het zou beter zijn om te spreken van zure neerslag of van "zure depositie". Zure depositie komt namelijk niet alleen in "natte" vorm voor, maar ook in "droge" vorm. Sneeuw en hagel is dus ook zure regen.
Dit is de voornaamste reden waarom er steeds meer zwavelvrije brandstoffen verkocht worden. In Frankrijk zijn ze al op de markt. Aardgas is al zwavelvrij en dit is een van de voornaamste verkoopargumenten.

## Aardgas
Aardgas is een van de fossiele brandstoffen. Aardgas ontstaat bij hetzelfde proces dat tot de vorming van aardolie leidt en vertegenwoordigt de lichtere fractie organische producten van dat proces. Aardgas wordt daarom vaak samen met aardolie gevonden, hoewel soms het gas kans ziet in andere aardlagen door te dringen dan de veel zwaardere olie en er zo een scheiding kan zijn ontstaan.
Aardgas bestaat voor 81,9 % uit CH4 (methaan), voor 3,3 % uit hogere gasvormige koolwaterstoffen, voor 14 % uit stikstof en 0,8 % kooldioxide. Aardgas van andere winplaatsen bevat soms meer of minder methaan of zwavelwaterstof ("zuur gas").
Van de fossiele brandstoffen is aardgas de schoonste soort. Methaan levert bij verbranding dubbel zoveel water als kooldioxide terwijl steenkool volledig naar kooldioxide omzet. Bovendien geeft aardgas geen roet (materie) of as (verbranding). Het is ook veel gemakkelijker dan steenkool of aardolie te ontdoen van onzuiverheden zoals zwavel.
Omdat behandeld aardgas (bijna) geen zwavel meer bevat, kan aardgas verbrand worden in een condensatieketel. Hierbij wordt de watercomponent van de rookgassen gecondenseerd waardoor de verdampingswarmte van het water wordt gerecupereerd. Hetgeen rendementen oplevert boven de 100%.
De energie-inhoud van aardgas is ongeveer 44,3 MJ/kg. De soortelijke massa is 0,716 kg/m³. Dat komt overeen met 12,3 kWh energie per kg.

## Zwavelvrije benzine
Benzine is kleurloos. Het bestaat uit een mengsel van koolwaterstoffen met doorgaans 5 tot circa 12 koolstofatomen, en met name uit vertakte alkanen en moleculen met een benzeenring, zoals tolueen en xyleen. Het is wellicht verrassend dat, ondanks de naam, moderne benzine weinig benzeen bevat. Deze component is verwijderd omdat het kankerverwekkend is.
De zwavelverbindingen zijn tegenwoordig verwijderd om luchtverontreiniging, dus zure regen tegen te gaan. Benzines zijn dus zwavelvrij.
De energie-inhoud van benzine is ongeveer 32 MJ/liter of 47 MJ/kg. Dat komt overeen met 8,9 kWh energie per liter.

## Zwavelvrije dieselolie
Dieselolie, ook wel mazout of gasolie genoemd, is een vrij lichte stookolie en wordt gebruikt als brandstof in dieselmotoren van auto's, vrachtwagens, tractors en schepen.
Voor stookolie gelden milieuregels. Zo mag deze olie als ze op het land wordt gebruikt maar een beperkt percentage zwavel bevatten. Voor zeeschepen was vroeger geen beperking van het zwavelgehalte opgelegd. Tegenwoordig zijn ook daarvoor ook beperkingen opgelegd door de Internationale Maritieme Organisatie. Daarom wordt na de raffinage de producten ontzwaveld in verschillende ontzwavelingsinstallaties, waarbij het zwavelhoudende gas in een zwavelterugwinningsinstallatie wordt omgezet in zuivere zwavel, dat weer wordt gebruikt als grondstof in de rubber-, kunstmest-, chemische en farmaceutische industrie. Er zijn verschillende vormen van diesel, afhankelijk van o.a. cetaangetal, viscositeit en herkomst. Gangbare diesel (o.a. voor het weg en landbouwverkeer) is dieselolie met een cetaangetal van rond de 50. Een uitzondering hierop vormt biodiesel met een cetaangetal van 70 tot 100. Deze diesel is geheel of gedeeltelijk gemaakt van plantaardige of dierlijke olie.
Vooral in de scheepvaart wordt minder goede diesel gebruikt (lager cetaangetal). Omdat scheepsdiesels over het algemeen bij lagere toerentallen en hogere compressies werken, is de ontbrandingsvertraging, die bij een lager cetaangetal hoort, geen bezwaar. De kwaliteit van diesel wordt in de scheepvaart aangegeven met HFO (Heavy Fuel Oil) of MDO (Marine Diesel Oil). Vooral de dichtheid van deze brandstoffen heeft een invloed op de prijs.
De energie-inhoud van diesel is iets hoger dan die van benzine en bedraagt ongeveer 36 MJ per liter of 44 MJ per kg, dat komt overeen met 10 kWh per liter.

## Zwavelvrije stookolie
Stookolie wordt als brandstof gebruikt in verwarmingsinstallaties. Voor verwarmingsdoeleinden is stookolie in Nederland grotendeels verdrongen door aardgas. In België, waar zij nog vaak met de aan het Russisch ontleende naam mazout wordt aangeduid, wordt stookolie nog zeer veel gebruikt. Er zijn verschillende soorten stookolie afhankelijk van de raffinage van de aardolie.
- Zware stookolie is moeilijk te verwerken omdat ze zeer viskeus en stroperig is. Zij moet eerst voorverwarmd worden voordat ze gebruikt kan worden. Schepen gebruiken deze stookolie.
- Halfzware stookolie. Een iets lichtere stookolie wordt veel gebruikt voor de verwarming van kassen in de glastuinbouw, voor schepen, voor grote verwarmingsinstallaties en voor industriële warmtetechniek. Ook deze olie moet voorverwarmd worden.
- Lichte stookolie; Een weer iets lichtere stookolie wordt veel gebruikt voor verwarmingsinstallaties in gebouwen en voor schepen. Deze wordt wel huisbrandolie genoemd.

Aan de huisbrandolie, wordt een rode kleurstof furfural toegevoegd om te vermijden dat men de dieselolie als motorbrandstof bij personenauto's gaat gebruiken (omwille van hogere accijnzen op motorbrandstof).
Voor stookolie gelden milieuregels. Zo mag deze olie maar een beperkt percentage zwavel bevatten. Daarom wordt na de raffinage de producten ontzwaveld in verschillende ontzwavelingsinstallaties, waarbij het zwavelhoudende gas in een zwavelterugwinningsinstallatie wordt omgezet in zuivere zwavel, dat weer wordt gebruikt als grondstof in de rubber-, kunstmest-, chemische en farmaceutische industrie.
De zwavel verbindt zich met zuurstof tot SO2 welke zwavelzuur vormt. (Zure regen). Tussen 1967 en 1988 werd het zwavelgehalte zo reeds verminderd van 0,8% naar 0,2%. Sedert 1 januari 2008 bedraagt het maximum 0,1%. Er bestaat ook mazout met een extra laag zwavelgehalte van 0,005% speciaal voor condensatieketels.
De energie-inhoud van stookolie is iets hoger dan die van benzine en bedraagt ongeveer 36 MJ per liter, dat komt overeen met 10 kWh per liter of 11 kWh per kg.

## Lpg
Lpg-autogas is een veel schonere brandstof dan benzine of diesel, aangezien het gegarandeerd benzeen-, lood- en zwavelvrij is en zich beter in de motor mengt. Dit leidt tot betere verbranding en schonere uitlaatgassen dan bijvoorbeeld van benzine- of dieselmotoren. Lpg stoot wel meer NOx uit dan benzinemotoren, maar minder dan diesels.

## Galerij

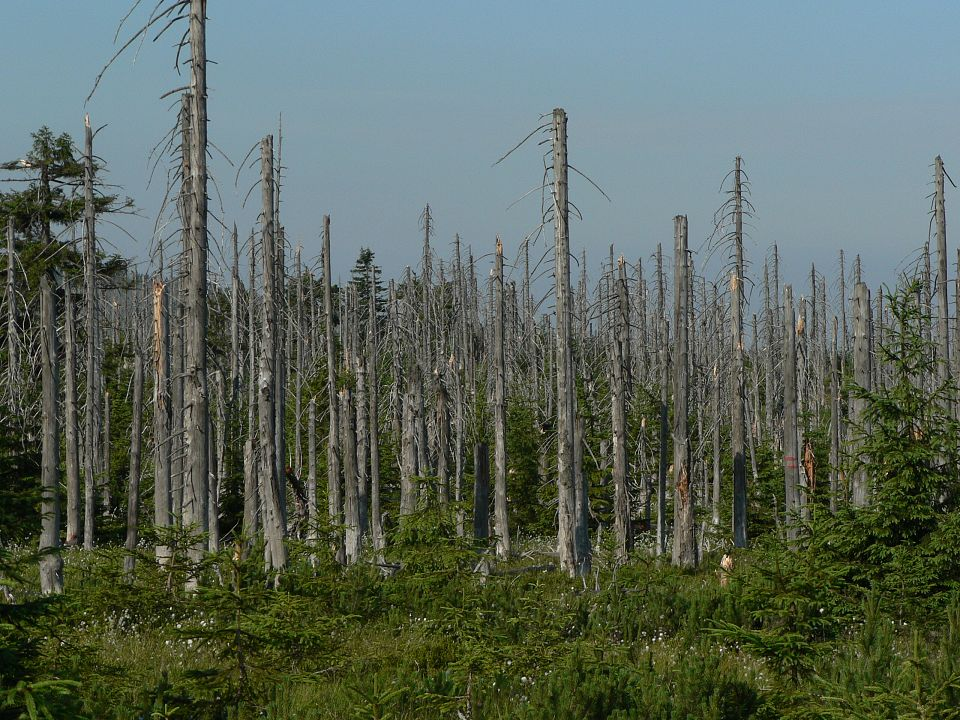
Het effect van zure regen door zwavelzuur op naaldbomen in Tsjechië
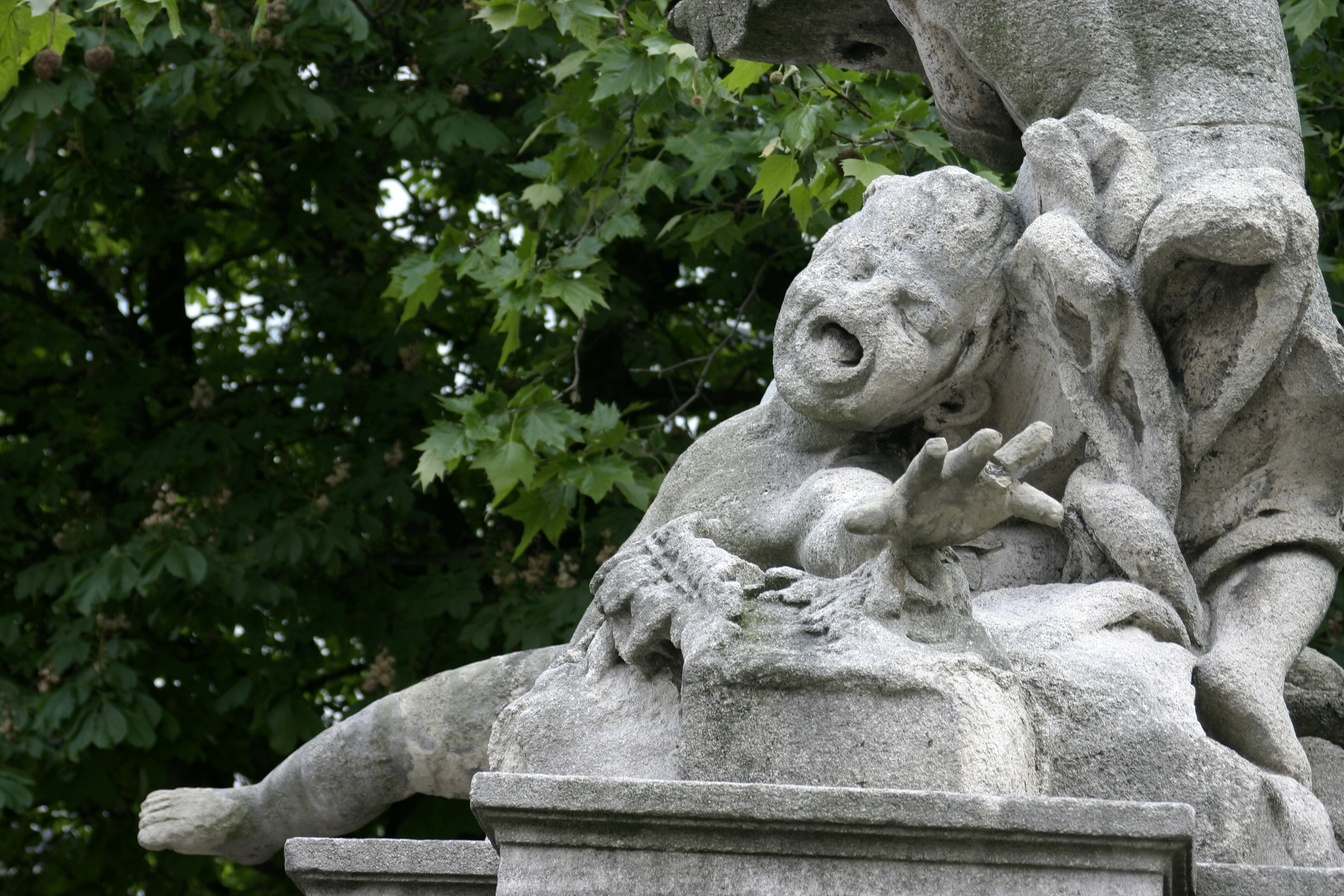
Door zwavelzuur uit zure regen aangetaste kalksteen